# Komet Giacobini-Zinner
Komet Giacobini-Zinner (uradna oznaka 21P/Giacobini-Zinner) je periodični komet z obhodno dobo 6,6 let. Pripada Jupitrovi družini kometov.

## Odkritje
Komet je odkril 20. decembra 1900 francoski astronom Michel Giacobini (1873–1938) iz Nice v Franciji. Komet je opazil v ozvezdju Vodnarja. Pozneje je zaznal dva prihoda kometa še Ernst Zinner (1886–1970) iz Bamberga v Nemčiji med opazovanjem spremenljivih zvezd blizu zvezde Beta Ščita 23. oktobra 1913.

## Značilnosti
Ko se komet Giacobini-Zinner pojavi, doseže magnitudo okoli 8. V letu 1946 je doživel nekaj izbruhov, ki so mu povečali magnitudo na 5.

## Meteorski roj
Komet Giacobini-Zinner je starševsko telo meteorskega roja Drakonidov, ki je znan tudi kot Giakobinidi

## Raziskovanje
Komet Giacobini-Zinner je bil cilj vesoljskega plovila z imenom Mednarodni raziskovalec kometov (International Cometary Explorer). To vesoljsko plovilo je letelo skozi rep kometa 11. septembra 1985.
Razen tega so japonski raziskovalci preusmerili svojo vesoljsko plovilo Sakigake tako, da bi se leta 1998 moral srečati s kometom Giacobini-Zinner. Ker pa je prišlo do težav zaradi pomanjkanja goriva, ki je bilo potrebno zaradi preusmeritve, so od načrtov odstopili.